# Un homme à ma taille
Pour les articles homonymes, voir Un homme a ma taille.
Pour plus de détails, voir Fiche technique et Distribution.
Un homme à ma taille est un film français réalisé par Annette Carducci, sorti le 16 novembre 1983.

## Synopsis
L'histoire d'une grande et belle Allemande venue s'installer en France, et recherchant l'homme de sa vie, et de sa taille!

## Fiche technique
- Titre : Un homme à ma taille
- Réalisation : Annette Carducci, assisté d'Alain Wermus
- Scénario : Annette Carducci et Annick Rousset-Rouard
- Montage : Bob Wade
- Musique : Pierre Bachelet
- Enregistrement musique : Studio D'Aguesseau Gilbert Courtois
- Pays d'origine :  France /  Allemagne
- Format : Couleurs - 1,85:1 - Dolby Digital - 35 mm
- Genre : comédie
- Durée : 92 minutes
- Date de sortie : France : 1983

## Distribution
- Liselotte Christian : Victoire
- Thierry Lhermitte : Georges
- Daniel Russo : André
- Anémone : Babette
- Emmanuelle Riva : Lisa Leibovitch
- Volker Brandt : Samuel Leibovitch
- Francis André-Loux : Paul
- Cécile Magnet : Marie-Thérèse
- Andrea Heuer : Renate
- Pierre Semmler : Berthold Meyer
- Marc Andreoni : Un dragueur
- André Badin : Le petit obsédé
- Sabine Paturel
- Francis Lemaire : un invité au dîner avec Samuel
- Sidnet Boccara
- Jacob Bourguignon
- Christa Braeutigam